# Ронан (Монтана)
Ронан (енгл. Ronan) град је у америчкој савезној држави Монтана.

## Демографија
По попису из 2010. године број становника је 1.871, што је 59 (3,3%) становника више него 2000. године.
| Група             | 2000.         | 2010.         |
| Белци             | 1.115 (61,5%) | 1.107 (59,2%) |
| Афроамериканци    | 2 (0,1%)      | 8 (0,4%)      |
| Азијати           | 2 (0,1%)      | 9 (0,5%)      |
| Хиспаноамериканци | 61 (3,4%)     | 88 (4,7%)     |
| Укупно            | 1.812         | 1.871         |